# نیکولای مولر
نیکولای مولر (آلمانی: Nicolai Müller؛ زادهٔ ۲۵ سپتامبر ۱۹۸۷) بازیکن فوتبال اهل آلمان است.
وی همچنین در تیم ملی فوتبال آلمان بازی کرده‌است.